# I Belong to You/How Many Ways
Singles de Toni Braxton
You Mean the World to Me
(1994) You're Makin' Me High/Let It Flow
(1996)
I Belong to You/How Many Ways est un single de la chanteuse Toni Braxton, sorti le 10 juin 1994, également le 6e et 7e singles extraits de l'album intitulé Toni Braxton. I Belong to You est écrit par Vassal Benford et Ronald Spearman et composé par Vassal Benford. How Many Ways est écrit par Vincent Herbert et Toni Braxton, et composé par Vincent Herbert.

## Composition
I Belong To Me est un titre mid-tempo R&B explorant la relation amoureuse entre deux êtres. How Many Ways est une ballade R&B composée par Vincent Herbert, qui parle de déclaration amoureuse.

## Performance commerciale
I Belong To Me / How Many Ways obtient la 6e meilleure position du Hot R&B/Hip-Hop Songs.

## Vidéoclip
Aucun vidéoclip n'est réalisé pour la chanson I Belong To Me, mais la vidéo musicale qui illustre How Many Ways est réalisée par Lionel C. Martin. Elle y démontre Toni, en train de chanter sur son balcon, sur la plage et dans une jeep conduite par Shemar Moore. Une autre version du clip est également réalisée, mais avec le titre How Many Ways (R. Kelly Remix).

## Pistes et formats
| U.S. double A-side CD/cassette single 1. I Belong to You (Rollerskate Radio Mix) – 4:21 2. I Belong to You (Soulpower Mix w/o Rap) – 5:41 3. I Belong to You (Album Version) – 3:53 4. How Many Ways (R. Kelly Remix Extended - No Talk) – 5:46 5. How Many Ways (Album Version) – 4:45 6. How Many Ways (The VH1 Mix) – 4:17 U.S. 12" vinyl maxi-single (How Many Ways/I Belong to You) 1. How Many Ways (R. Kelly Remix, Extended w/ Rap) – 5:46 2. How Many Ways (Bad Boy Remix, Extended Mix) – 7:02 3. How Many Ways (Bad Boy Instrumental) – 6:53 4. I Belong to You (Rollerskate Radio Mix) – 4:21 5. I Belong to You (Soulpower Mix w/o Rap) – 5:41 6. I Belong to You (Soulpower Instrumental) – 5:57 | I Belong to You (U.S. promo CD) 1. I Belong to You (Rollerskate Radio Mix) – 4:21 2. I Belong to You (Soulpower Mix W/O Rap) – 5:41 3. I Belong to You (Album Version) – 3:53 4. The Christmas Song – 3:25 How Many Ways (U.S. promo CD) 1. How Many Ways (Radio Edit Album Version) – 4:20 2. How Many Ways (R. Kelly Radio Edit) – 4:02 3. How Many Ways (The VH1 Radio Edit) – 4:17 4. How Many Ways (Bad Boy Mix Radio Edit) – 4:17 |

## Classement hebdomadaire
| Classement (1994)                      | Meilleure position |
| -------------------------------------- | ------------------ |
| U.S. Billboard Hot 100                 | 28                 |
| U.S. Billboard Hot R&B/Hip-Hop Songs   | 6                  |
| U.S. Billboard Hot Dance Singles Sales | 8                  |

| Classement (1994-1995)           | Meilleure position |
| -------------------------------- | ------------------ |
| U.S. Billboard Rhythmic Top 40   | 18                 |
| U.S. Billboard Mainstream Top 40 | 32                 |

| Classement (1994)              | Meilleure position |
| ------------------------------ | ------------------ |
| U.S. Billboard Rhythmic Top 40 | 20                 |